# 7 de l'Àguila
7 de l'Àguila (7 Aquilae) és una estrella a la constel·lació equatorial d'Àguila,situada a 367 anys llum del Sol. 7 Aquilae és la designació que rep a la nomenclatura de Flamsteed. És visible a ull nu com una estrella de tonalitat feble i de color groc-blanc amb una magnitud visual aparent de 6,9. L'estrella s'està acostant a la Terra amb una velocitat radial heliocèntrica de –29 km/s.
Houk i Swift (1999) li donen una classificació estel·lar de F0IV, que coincideix amb una estrella subgegant de tipus F que ha esgotat l'hidrogen en el seu nucli i que evoluciona cap a un gegant. Fox Machado et alii (2010) van trobar una classe de F0V, i van concloure que roman una estrella de seqüència principal. Es tracta d'una estrella variable polsant de la categoria de Delta Scuti. Té el doble de la massa del Sol i 2,7 vegades el radi del Sol. La detecció d'un excés d'infraroig suggereix que un disc de deixalles amb una temperatura mitjana de 140 K està orbitant a uns 16,30 ua de distància de l'estrella hoste.